# Dorte Lohse
Dorte Lohse Rasmussen (ofte blot Dorte Lohse) (født 16. marts 1971) er en dansk tidligere cykelrytter, der har vundet flere danske mesterskaber samt været iført den gule førertrøje i kvindernes udgave af Tour de France, Route de France Féminine, i 2007.
Dorte Lohse startede som cykelrytter i Silkeborg IF Cykling, og efter en række gode resultater i danske cykelløb blev hun i 2005 professionel på danske Team SATS. Senere kom hun bl.a. til det italienske hold Menkini - Selle Italia.
I Tour de France 2007 vandt hun såvel 3. som 4. etape, og den første gav hende den gule førertrøje. På 5. etapes enkeltstart måtte hun dog afgive trøjen.
I juli måned 2008 indstillede Dorte Lohse sin elitekarriere, hvor hun i sin sidste sæson kørte sig til ni podieplaceringer, hvoraf fem var sejre. Selvom karrieren er slut, er hun blevet i cykelbranchen. I 2009 fungerede hun som sportsdirektør for Silkeborg IF Cyklings juniorhold, som blandt andet omfattede ryttere fra Silkeborg Sports College.

## Hold
- Silkeborg IF Cykling – indtil 2004
- Team S.A.T.S – 2005
- Bianchi Alverti Kookai – 2006
- Menikini - Selle Italia - Gysko – 2007
- Cmax Dila – 2008
- Swift Racing – 2008